# HMS Pallas (1865)
Pour les autres navires du même nom, voir HMS Pallas.
Le HMS Pallas était un cuirassé à coque en bois de la Royal Navy, de type navire à batterie centrale, conçu comme une entreprise privée par Sir Edward Reed, et accepté par le Conseil de l'Amirauté parce que, par mesure d'économie, ils souhaitaient utiliser les stocks de bois sec tenu dans le chantier naval de Woolwich. Le fait que Woolwich n'était pas équipé pour construire des navires en fer était également pertinent.

## Contexte et conception
Il a été construit comme un navire à batterie centrale, avec deux de ses gros canons en bordée centrale et les autres montés à l'extrême proue et à la poupe comme canons de poursuite. Il était possible d'obtenir un tir axial à partir des canons de la batterie en les manœuvrant pour tirer vers l'avant ou vers l'arrière à travers des embrasures encastrées aux coins de la batterie. Le petit nombre de canons et le faible poids de la bordée ont été excusés au motif que l'arme principale du navire était le bélier.
Pallas a été le premier navire de guerre de la Royal Navy à être équipé de moteurs à expansion composés, et une haute performance était attendue d'eux; sa spécification revendiquait une vitesse au moteur de quatorze nœuds, ce qui était nécessaire s'il devait éperonner des navires ennemis qui étaient eux-mêmes en route. Lors de ses essais, cependant, en roulant léger, il n'a atteint que 12,5 nœuds (23,2 km/h), tout en accumulant une énorme vague d'étrave. Après que son contour d'étrave ait été modifié à la hâte, il n'a pu atteindre que 13 nœuds (24 km/h), ce qui, en cas de conflit armé, aurait été insuffisant pour lui permettre de remplir sa fonction d'éperonnage contre tout navire ennemi doté d'une puissance opérationnelle..
Malgré cette évaluation, le fait que le cuirassé austro-hongrois de 12,54 nœuds SMS Erzherzog Ferdinand Max (1865) ait pu plus tard éperonner avec succès un navire de guerre ennemie qui était en route - et même le couler - suggère que Pallas a une vitesse modeste, bien qu'un obstacle à son emploi comme bélier, n'aurait pas entièrement empêché un commandant entreprenant de profiter de son armement sous-marin fixe au combat, si une opportunité tactique appropriée s'était présentée. Comme pour de nombreux aspects tactiques des premiers navires de guerre cuirassés, la faisabilité de l'éperonnage dans une action de la flotte était mal comprise par les planificateurs navals au moment de la mise en service de Pallas.

## Historique
Le HMS Pallas a été mis en service à Portsmouth. Le 31 octobre 1868, il a pris feu à Gibraltar. Dix-sept membres d'équipage ont été blessés. L'incendie a été éteint avec l'aide d'un navire de guerre de la marine américaine. Il a servi avec la Channel Fleet jusqu'en septembre 1870, date à laquelle il a subi un long (et très tôt) radoub. Il a servi dans la Mediterranean Fleet de 1872 à 1879. Puis il a été retenu dans la réserve de quatrième classe à Devonport jusqu'à sa vente en 1886.